# 约瑟夫·斯滕贝克

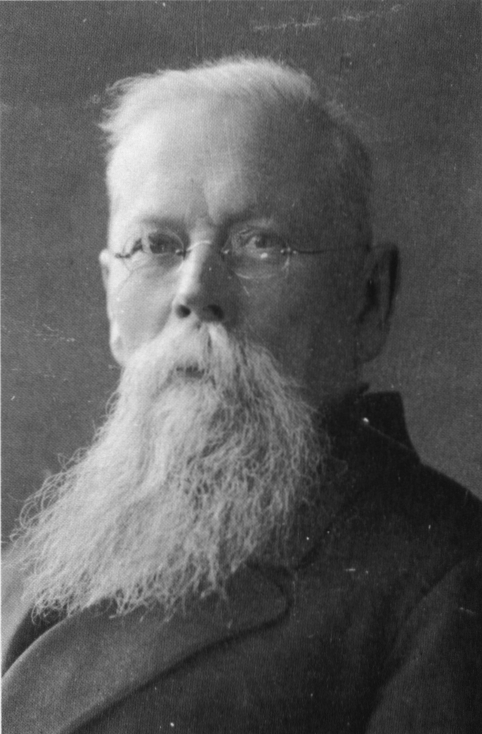
约瑟夫·斯滕贝克

约瑟夫·斯滕贝克（瑞典語：Josef Stenbäck；1854年5月2日—1929年4月27日），芬兰建筑师及工程师。他以教堂设计师而著称。

## 个人历史

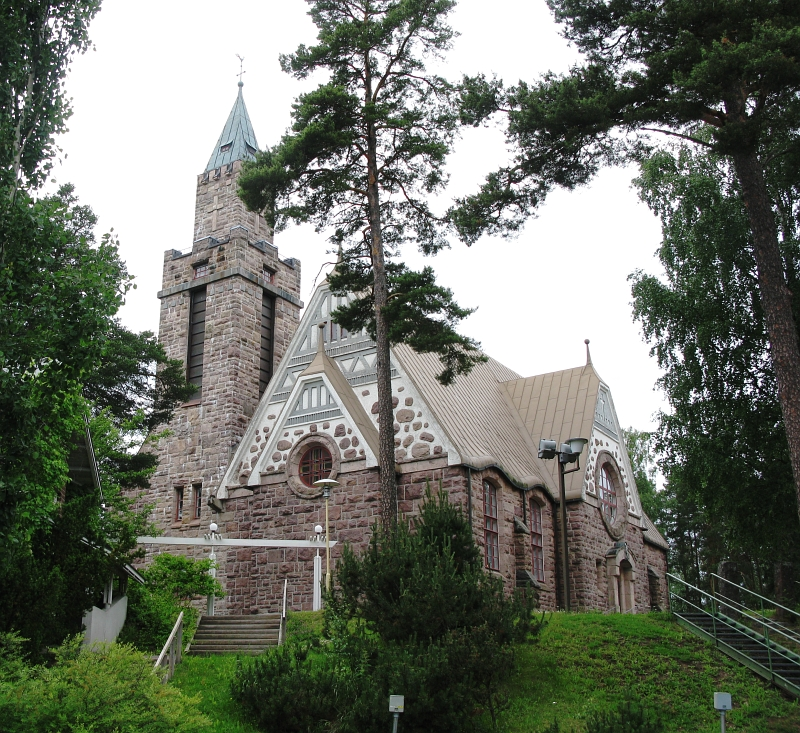
卢维亚教堂（1910），为典型的斯滕贝克设计的民族浪漫风格花岗岩教堂

斯滕贝克出生于阿拉武斯市镇，其父亲为阿拉武斯的牧师。他就读于赫尔辛基技术学校（后来为赫尔辛基理工大学，即当今的阿尔托大学），并取得了建筑师及工程师的学位。另外在1876至1880年间他在德国斯图加特技术大学学习，及1885年得到了政府的奖学金在德国学习。1886至1818年间他担任工业技校建筑学的讲师，并在1883至1889年间担任由他创建的《工业杂志》的记者。同时他还在诸如芬蘭鐵路和下議院宮的建筑委员会里任职。
斯滕贝克的基督教家庭背景激起了他进行教堂设计的兴趣。他是一位多产的芬兰教堂建筑师。他设计了35个后来建成了的教堂建筑，在一些项目里他还亲自参加建筑工程。另外他还设计了大约30个教堂建筑的重修或改建计划，以及一些钟楼建筑。他设计的教堂中有两个被摧毁：1984年雷电烧毁的兰塔萨尔米教堂和1939年战火炸毁的库奥莱马耶尔维教堂。斯滕贝克最后设计的教堂为基林科斯基教堂。